# Перегруженный ковчег
«Перегруженный ковчег» (англ. The Overloaded Ark) — дебютная книга писателя-анималиста Джеральда Даррелла, вышедшая в свет в 1953 году. Книга рассказывает о шестимесячной (декабрь 1947 — август 1948) поездке Даррелла по Западной Африке с целью поимки млекопитающих, птиц и рептилий, обитающих в регионе, с дальнейшей переправкой их в зоопарки Англии.

## Сюжет
В этом произведении, написанном, по словам самого Даррелла, только чтобы заработать деньги на новую экспедицию, сразу проявился фирменный стиль автора. Стиль автора характеризуют живые и объёмные описания природы, фирменный «даррелловский» юмор в духе Джерома К. Джерома, размеренная дневниковая повествовательность сюжета и ярчайшие персонажи — и люди, и животные, причём вторые в бо́льшей степени.
Важным делом в любом «звероловном» путешествии, как это указывается в мемуарах, был поиск места для базового лагеря, откуда бы проводились поездки вглубь местности и короткие вылазки в окрестности в поисках животных. Это место должно находиться в транспортной доступности, но быть вдали от цивилизации, иначе никаких диких животных и птиц найти не удастся. Согласно описываемым в мемуарах событиям, Даррелл остановил свой выбор на селении Мамфе на юго-западе Камеруна. Он договорился со своим компаньоном Джоном о том, что тот останется в базовом лагере и будет присматривать за животными, а сам Даррелл отправится в лесную деревню Эшоби ловить их.
«Ну, дорогой друг, я ухожу в неведомое. Встретимся месяца через три. — Желаю счастья, — ответил Джон и добавил: — Полагаю, что оно тебе понадобится». Слова Джона прозвучали то ли иронически, то ли зловеще, но всё оказалось намного лучше и интереснее. Жители деревни Эшоби очень тепло встретили странноватого, на их взгляд, англичанина, который приехал к ним не охотиться на зверей, а ловить их живьём.
Хорошими помощниками стали двое местных охотников: Элиас и Андрая, с которыми Даррелл провёл множество звероловных вылазок и смог убедиться, что оба охотника отлично знают своё дело. Описания их походов в лес изобилуют юмористическими моментами.